# 韋爾斯鎮區 (明尼蘇達州賴斯縣)
韋爾斯鎮區（英語：Wells Township）是位於美國明尼蘇達州賴斯縣的一個行政鎮區。

## 地方資料
韋爾斯鎮區的面積為77.73平方千米，當中陸地面積為67.68平方千米，而水域面積為10.05平方千米。根據2020年美國人口普查的數據，當地共有人口1545人，而人口密度為每平方千米19.88人。